# Pingasa latifascia
Pingasa latifascia là một loài bướm đêm trong họ Geometridae.